# Strobe Lights
Strobe Lights (deutsch Stroboskob-Lichter) ist ein englischsprachiger Popsong, von Red Sebastian. Mit dem Titel vertrat er Belgien beim Eurovision Song Contest 2025 in Basel.

## Hintergründe
Nachdem für die Auswahl zum Eurovision Song Contest turnusgemäß die flämische Rundfunkgesellschaft Vlaamse Radio- en Televisieomroeporganisatie zuständig war, kündigte diese bereits im Mai 2024 an, für den Wettbewerb im kommenden Jahr eine Vorentscheidung abhalten zu wollen.
Die acht Kandidaten, unter denen auch Herreman unter seinem Künstlernamen Red Sebastian war, wurden im November vorgestellt. Nachdem Red Sebastians Beitrag Strobe Lights am 25. Januar 2025 vorstellte, nahm er mit dem Titel schließlich am 1. Februar am Finale von Eurosong 2025 teil. Mit einem deutlichen Vorsprung sowohl im Televoting, als auch in der Juryabstimmung konnte er den Wettbewerb mit insgesamt 423 Punkten vor Leez mit lediglich 144 Punkten gewinnen.
Herreman komponierte und textete den Titel mit Astrid Roelants, Billie Simonne Lea Bentein und Willem Vanderstichele. Letztere produzierte ihn auch und war für die Abmischung zuständig.

## Inhaltliches
Der englischsprachige Titel lässt sich dem Elektropop zuordnen. Herreman, dessen Stimmumfang im Titel über drei Oktaven geht, ordnet den Titel als „Ode an die Rave-Kultur der 90er Jahre“ ein. Es gehe in Strobe Lights darum, das Leben zu genießen und das Beste daraus zu machen, da man dieses nur einmal lebe und es daher bestmöglich gestalten müsse. Der Titel enthält außerdem eine Referenz auf Alice im Wunderland.

## Veröffentlichung
Der Titel wurde am 25. Januar 2025 als Musikstream veröffentlicht. Das Musikvideo erschien am 11. März. Es wurde nach einer Idee Herremans unter der Regie von Pascall Baillien gedreht.

## Beim Eurovision Song Contest
Mit dem Titel nahm Belgien am Eurovision Song Contest teil. Das Land trat hierbei im ersten Halbfinale mit Startnummer 9 am 13. Mai 2025 an, in welchem es ausschied, ohne das Finale zu erreichen.

## Chartplatzierungen
| ChartsChartplatzierungen | Höchstplatzierung | Wochen |
| ------------------------ | ----------------- | ------ |
| Flandern (Ultratop)      | 5 (10 Wo.)        | 10     |